# Beautiful Broken
Beautiful Broken è il sedicesimo album in studio del gruppo rock statunitense Heart, pubblicato nel 2016. Il disco contiene sia nuovi brani che reinterpretazioni di canzoni già edite.

## Tracce
1. Beautiful Broken – 2:24
2. Two – 4:22
3. Sweet Darlin' – 3:52
4. I Jump – 3:51
5. Johnny Moon – 4:14
6. Heaven – 5:23
7. City's Burning – 3:49
8. Down on Me – 5:12
9. One Word – 3:33
10. Language of Love – 3:34

## Formazione
- Ann Wilson – voce, cori, autoharp
- Nancy Wilson – chitarra acustica, chitarra elettrica, voce, cori, autoharp
- Craig Bartock – chitarra
- Chris Joyner – piano, sintetizzatore
- Dan Rothchild – basso, Moog, Hammond, cori, piano, lap steel guitar
- Ben Smith – batteria, percussioni
- James Hetfield – voce in Beautiful Broken
- Paul Buckmaster – arrangiamento archi